# گولووشه
گولووشه (به لاتین: Gülövşə) منطقه‌ای مسکونی در جمهوری آذربایجان است که در شهرستان یولاخ واقع شده است. گولووشه ۲۲۳۷ نفر جمعیت دارد.